# Chaju
Chaju albo Jucha – znany wyłącznie z imienia władca Dolnego Egiptu z okresu predynastycznego (koniec IV tysiąclecia p.n.e.). Imię jego widnieje jako trzecie z kolei w najwyższej linii kamienia z Palermo, bazaltowej steli zawierającej roczniki od czasów mitycznych do V dynastii, po Hsekju, a przed Teje. Nie został potwierdzony w żadnym innym źródle. Jego panowanie jest zatem podważane – możliwe, że był jedynie postacią mityczną lub nawet całkowicie zmyśloną.

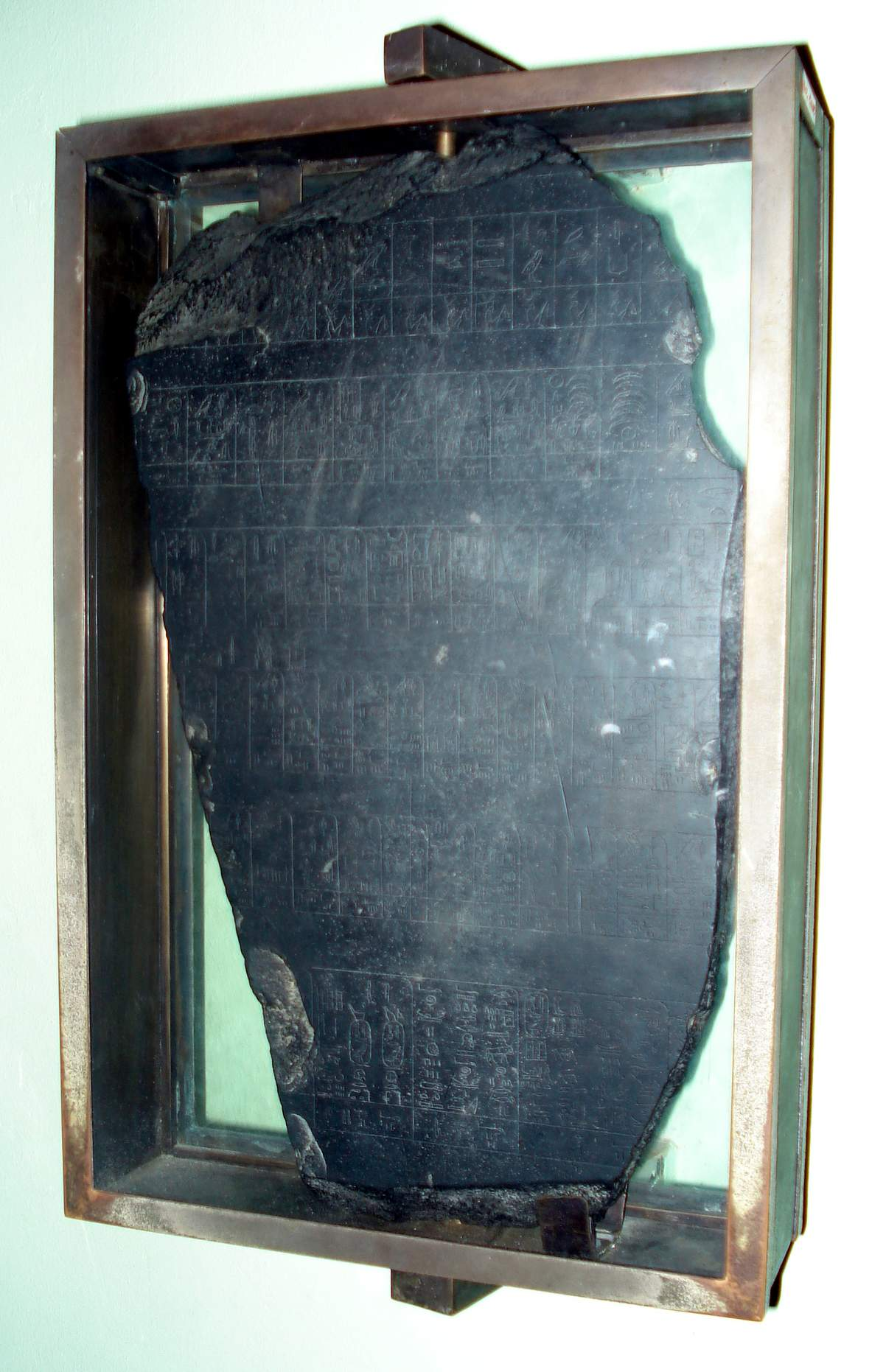
Kamień z Palermo

 Jego imienia nie udało się przetłumaczyć.